# أونو فرانسون
أونو فرانسون (بالسويدية: Uno Fransson)‏ هو منافس ألعاب قوى سويدي، ولد في 18 أغسطس 1927 في Bengtsfors Municipality ‏ في السويد، وتوفي في 4 أغسطس 1995.

## وصلات خارجية
- أونو فرانسون على موقع أوليمبيديا (الإنجليزية)
- أونو فرانسون على موقع اللجنة الأولمبية السويدية (السويدية)